# Граблі (геральдика)
Граблі — негеральдична фігура, яка часто використовувалася на гербах у геральдиці середньовіччя.
Граблі представляють собою сільськогосподарське знаряддя і в гербах зображується поодинці, схрещені попарно або схрещені з косою. Зрідка під схрещені знаряддя кладуть сніп.
Граблі в геральдиці можуть символізувати:
- Сільське господарство. Адже оскільки граблі є інструментом, який використовується для обробки землі, тому вони асоціюються з сільським господарством. Їхнє зображення на гербі може розглядатися як символ родючості і достатку.
- Працьовитість. Граблі вимагають певної праці для використання, тому вони часто символізують працьовитість і наполегливість. Їхнє зображення на гербі може розглядатися як нагадування про те, що успіх приходить лише завдяки праці.
- Трудова солідарність. Зубці, як множина можуть вказувати на трудову солідарність та спільні зусилля для досягнення спільних цілей. Це може бути актуально в гербах спільнот, об'єднаних спільною працею чи господарською діяльністю.
- Символ жнив. Граблі можуть бути сприйняті як символ жнив, особливо коли їх використовують в поєднанні з іншими зображеннями, що асоціюються із збиранням врожаю.
- Захист. Граблі можуть використовуватися для захисту від тварин або інших загроз, тому зрідка вони символізують захист і безпеку. Їхнє зображення на гербі може розглядатися як символ захисту від небезпек.

Герб Граблі
Герб Хоцимірський
Перехрещені граблі на гербі міста Гельвіковіце, Чехія
Перехрещені граблі на гербі містаВітцендорфа, Нижня Саксонія
Граблі та патериця єпископа на гербіМіттелешенбаха, Баварія
Граблі та вила на гербі Гоймадена, Баден-Вюртемберг
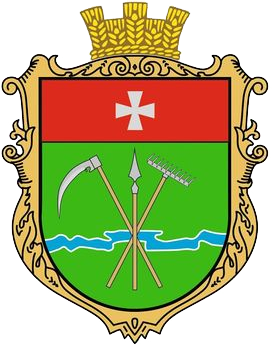
Застав'я (Зорянська сільська громада)
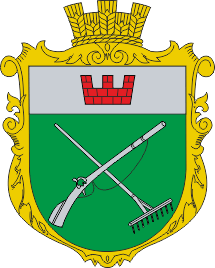
Петрушин
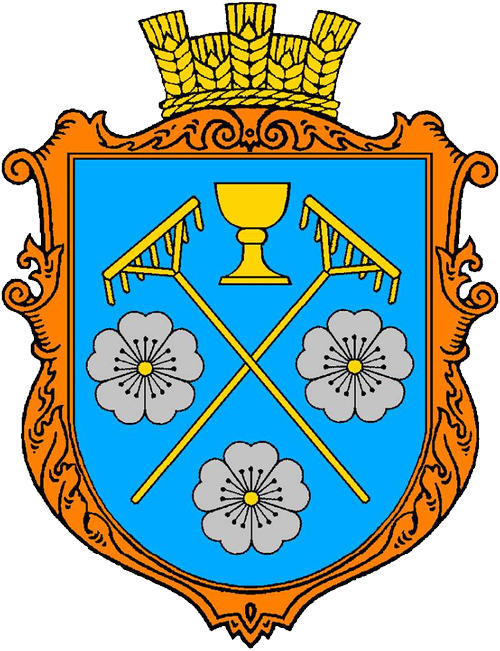
Красів (Стрийський район)

## Веб-посилання
- Історія франконських граблів на Баварському історичному лексиконі
- Rechen (Heraldik)